# سنوري إينارسون
سنوري إينارسون (بالنرويجية: Snorri Einarsson)‏ (و. 1986  م) هو متزحلق نرويجي، ولد في ترومسو، شارك في الألعاب الأولمبية الشتوية 2018.

## روابط خارجية
- سنوري إينارسون على موقع الاتحاد الدولي للتزلج (التزلج الريفي) (الإنجليزية)
- سنوري إينارسون على موقع أوليمبيديا (الإنجليزية)